# ポストマン (小説)
『ポストマン』（原題：The Postman）は、1985年に出版されたデイヴィッド・ブリンの終末ものSF小説。
一介の放浪者が偶然、かつてのアメリカ合衆国郵便公社郵便配達員の制服を見つけ、虚構の国家である復興アメリカ合衆国からやってきた郵便配達員になりすます。ただ生き延びるための欺瞞であったはずが、滅亡に瀕した集落群は思いも寄らぬ反応を見せる。
一篇の小説である本作は1982年発表の"The Postman"、1984年発表の"Cyclops"から構成されており、ともにヒューゴー賞中長編小説部門にノミネート、出版された本作はジョン・W・キャンベル記念賞とローカス賞SF小説部門を受賞、ネビュラ賞長篇小説部門でノミネートを受けた。また、出版当時にワーナー・ブラザースが映画化の権利を取得していたが暫し実現せず、およそ10年の時を経た1997年、ケビン・コスナー監督・主演・製作により映画化された。映画版『ポストマン』の公開に伴い、ハンガリー語、トルコ語など未翻訳であった言語でも訳書が出版され、日本語版においては1998年2月に改訳版が出版された。

## あらすじ
1990年代。核兵器、生物兵器を用いた世界大戦の影響から被爆被害、疫病の蔓延、食糧難が起こり、人類は「三年間の冬」と呼ばれる深刻な痛手を負う。さらに北アメリカ大陸では、無法者集団サバイバリストと市民とのあいだで数え切れないほどの内戦がくり返され、アメリカ合衆国は崩壊した。
それから16年。主人公ゴードン・クランツは、文明の退廃した大陸を横断しながら点在する集落で芝居を見せて、引き換えに衣食を得て暮らす放浪の旅を続けていた。オレゴンの地を進む道中で盗賊に身包みを剥がされるが、偶然にもかつてのアメリカ合衆国郵便公社郵便配達車を見つけ、そこにあった配達員の制服や未配のままの郵便物を頂戴して、虚構の復興アメリカ合衆国郵政視察官になりすます。
通信網が断たれて久しい集落にとって、郵便制度を復活させるというゴードンの狂言は期待以上の成果を収め、それと同時に途中で止むことができない大きな責任を負わされる。オレゴンの各地で郵送経路を確立して、新しい郵便局長を任命することにはじまり、サバイバリストのなかでも暴力的なアナキズムに傾倒するホルニスト打倒の先導的立場を求められるまでに事態は大きく動き出してしまう。
そしてゴードンは、戦いに必要な指導者ジョージ・パウハタンを求めてキャマス渓谷を訪れるが不首尾に終わり、帰路の途中でホルニストに捕らえられ、彼らの拠点に連行される。そこにはマクリン将軍率いるアメリカ解放軍が組織されていた。ゴードンは辛うじて脱走に成功するも逃げ切ることはできず、再びマクリン将軍の捕獲に遭ってしまう。しかし、その窮地にパウハタンが現れ、決闘の末マクリン将軍を倒す。
一定の安息を得た人々は、新編成したオレゴン連邦防衛同盟のトップにパウハタンを据えて、ホルニストに対する完全な勝利を目指し、オレゴンでの役目を終えたゴードンは郵便配達員の制服を身にまとい、次なる目的地カリフォルニアへと再び旅立ってゆく。

## 翻訳版
- ドイツ語："Gordons Berufung"（『ゴードンの使命』）1989年
- ロシア語："Почтальон"（『ポストマン』）1995年、1998年、2002年、2004年
- ハンガリー語："A jövő hírnöke"（『未来配達人』）1998年
- トルコ語："Postacı"（『ポストマン』）1998年